# Sakuramochi

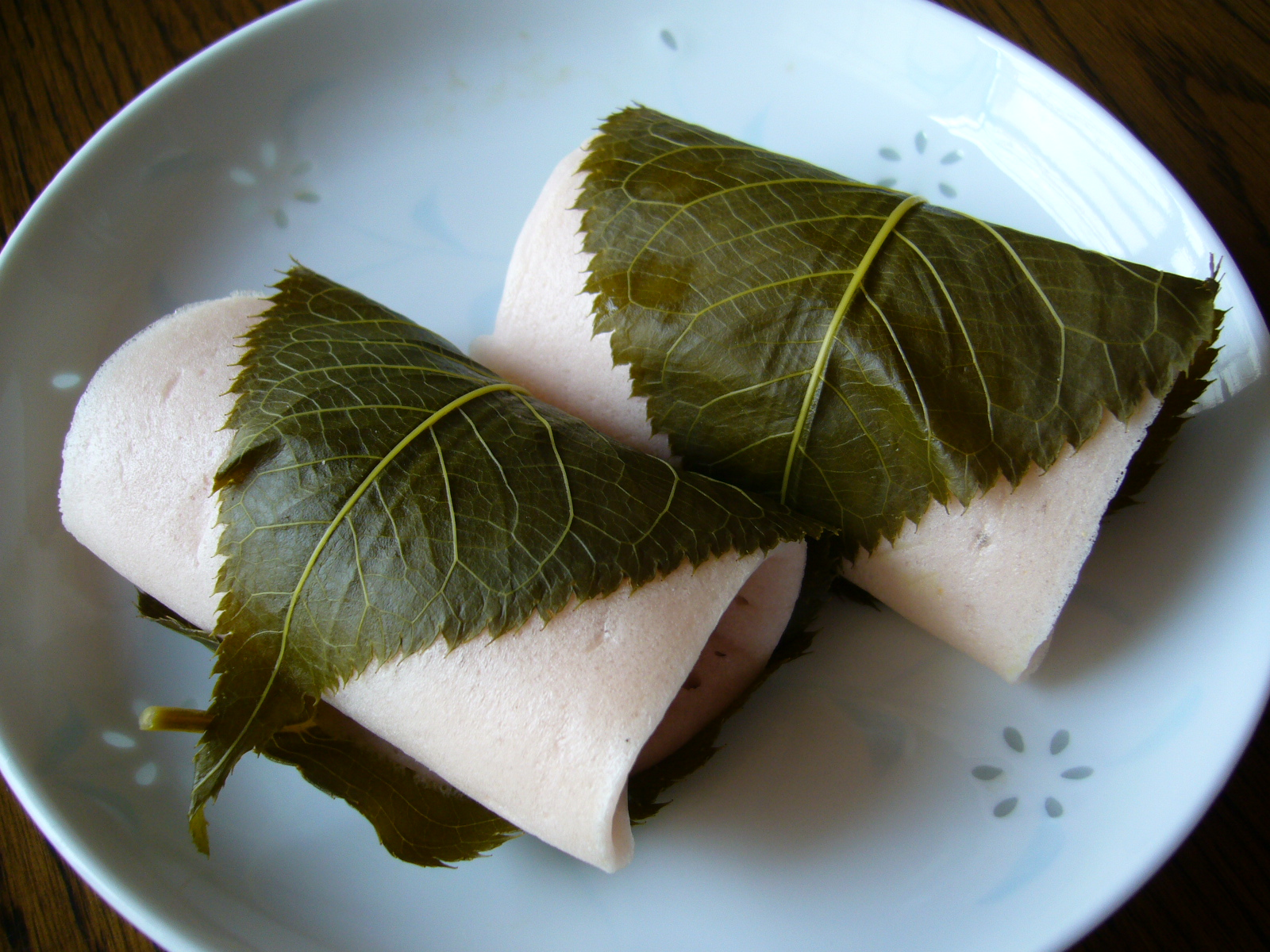
Sakura mochi (Estilo Tóquio).

Sakuramochi (桜餅, lê-se Sakuramoti) é um doce japonês (wagashi) feito de mochi (bolinho de arroz) e Anko (pasta de feijão doce) enrolado com uma folha de sakura levemente salgada. O contraste entre o salgado da folha e o doce do anko resulta em um sabor interessante e apreciado.

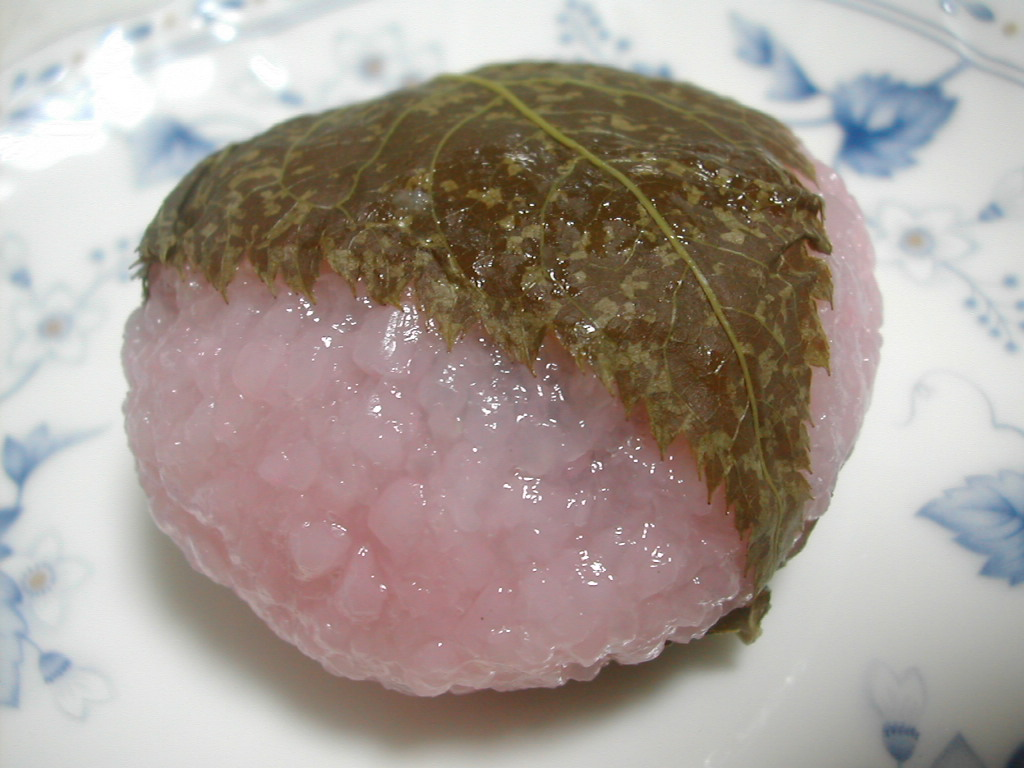
Sakura mochi (estilo Kansai)

Existem duas versões diferente, uma que lembra um crepe e outra mais cremosa que lembra um bolinho de arroz amassado com a mão.
Por causa da folha de sakura, o doce possui ação bactericida, matando bactérias bucais incluindo a cárie.